# Dirka po Italiji 1933
Dirka po Italiji 1933 (italijansko Giro d'Italia 1933) je 21. izvedba dirke po Italiji, tritedenske moške cestne kolesarske etapne dirke. Začela se je 6. maja v Milanu in končala 28. maja v Milanu. Sodelovalo je 97 kolesarjev iz devetih ekip in privatnih kolesarjev. Rožnato majico je petič osvojil Alfredo Binda (Legnano–Clément), drugo mesto Jef Demuysere (Ganna), tretje pa Domenico Piemontesi (Gloria).

## Ekipe
- Bestetti
- Bianchi
- Dei
- Ganna
- Girardengo
- Gloria
- Legnano–Clément
- Maino–Clément
- Olympia

## Etape
| 1      | 6. maj  | Milano – Torino              | 169 km      |             | gorska etapa         | Learco Guerra (ITA)  |             |         |
| 2      | 7. maj  | Torino – Genova              | 216 km      |             | gorska etapa         | Alfredo Binda (ITA)  |             |         |
| 3      | 8. maj  | Genova – Pisa                | 191 km      |             | gorska etapa         | Learco Guerra (ITA)  |             |         |
|        | 9. maj  | dan počitka                  | dan počitka | dan počitka | dan počitka          | dan počitka          | dan počitka |         |
| 4      | 10. maj | Pisa – Firence               | 184 km      |             | gorska etapa         | Giuseppe Olmo (ITA)  |             |         |
| 5      | 11. maj | Firence – Grosseto           | 193 km      |             | gorska etapa         | Learco Guerra (ITA)  |             |         |
| 6      | 12. maj | Grosseto – Rim               | 212 km      |             | gorska etapa         | Mario Cipriani (ITA) |             |         |
|        | 13. maj | dan počitka                  | dan počitka | dan počitka | dan počitka          | dan počitka          | dan počitka |         |
| 7      | 14. maj | Rim – Neapelj                | 228 km      |             | ravninska etapa      | Gerard Loncke (BEL)  |             |         |
| 8      | 15. maj | Neapelj – Foggia             | 195 km      |             | gorska etapa         | Alfredo Binda (ITA)  |             |         |
|        | 16. maj | dan počitka                  | dan počitka | dan počitka | dan počitka          | dan počitka          | dan počitka |         |
| 9      | 17. maj | Foggia – Chieti              | 248 km      |             | ravninska etapa      | Alfredo Binda (ITA)  |             |         |
| 10     | 18. maj | Chieti – Ascoli Piceno       | 158 km      |             | gorska etapa         | Alfredo Binda (ITA)  |             |         |
|        | 19. maj | dan počitka                  | dan počitka | dan počitka | dan počitka          | dan počitka          | dan počitka |         |
| 11     | 20. maj | Ascoli Piceno – Riccione     | 208 km      |             | ravninska etapa      | Fernand Cornez (FRA) |             |         |
| 12     | 21. maj | Riccione – Bologna           | 189 km      |             | ravninska etapa      | Giuseppe Olmo (ITA)  |             |         |
| 13     | 22. maj | Bologna – Ferrara            | 62 km       |             | posamični kronometer | Alfredo Binda (ITA)  |             |         |
|        | 23. maj | dan počitka                  | dan počitka | dan počitka | dan počitka          | dan počitka          | dan počitka |         |
| 14     | 24. maj | Ferrara – Videm              | 242 km      |             | ravninska etapa      | Ettore Meini (ITA)   |             |         |
| 15     | 25. maj | Videm – Bassano del Grappa   | 213 km      |             | ravninska etapa      | Ettore Meini (ITA)   |             |         |
| 16     | 26. maj | Bassano del Grappa – Bolzano | 148 km      |             | ravninska etapa      | Gerard Loncke (BEL)  |             |         |
|        | 27. maj | dan počitka                  | dan počitka | dan počitka | dan počitka          | dan počitka          | dan počitka |         |
| 17     | 28. maj | Bolzano – Milano             | 284 km      |             | gorska etapa         | Alfredo Binda (ITA)  |             |         |
| Skupaj | Skupaj  | 3343 km                      | 3343 km     | 3343 km     | 3343 km              | 3343 km              | 3343 km     | 3343 km |

## Razvrstitev po klasifikacijah
| Etapa  | Zmagovalec     | Rožnata majica · | Vodilni tuji kolesar | Vodilni neodvisni kolesar | Vodilni izolirani kolesar | Gorski seštevek | Ekipno          | Il Trofeo Magno |
| ------ | -------------- | ---------------- | -------------------- | ------------------------- | ------------------------- | --------------- | --------------- | --------------- |
| 1      | Learco Guerra  | Learco Guerra    | Jef Demuysere        | Camillo Erba              | Renato Scorticati         | brez            | Ganna           | Lombardija      |
| 2      | Alfredo Binda  | Alfredo Binda    | Jef Demuysere        | Carlo Moretti             | Giovanni Cazzuliani       | brez            | Ganna           | Lombardija      |
| 3      | Learco Guerra  | Alfredo Binda    | Jef Demuysere        | Carlo Moretti             | Giovanni Cazzuliani       | brez            | Ganna           | Lombardija      |
| 4      | Giuseppe Olmo  | Alfredo Binda    | Jef Demuysere        | Carlo Moretti             | Giovanni Cazzuliani       | brez            | Ganna           | Lombardija      |
| 5      | Learco Guerra  | Jef Demuysere    | Jef Demuysere        | Carlo Moretti             | Giovanni Cazzuliani       | Alfredo Binda   | Legnano–Clément | Lombardija      |
| 6      | Mario Cipriani | Jef Demuysere    | Jef Demuysere        | Carlo Moretti             | Camillo Erba              | Alfredo Binda   | Legnano–Clément | Piemont         |
| 7      | Gerard Loncke  | Jef Demuysere    | Jef Demuysere        | Carlo Moretti             | Camillo Erba              | Alfredo Binda   | Legnano–Clément | Piemont         |
| 8      | Alfredo Binda  | Alfredo Binda    | Jef Demuysere        | Carlo Moretti             | Marco Giuntelli           | Alfredo Binda   | Legnano–Clément | Piemont         |
| 9      | Alfredo Binda  | Alfredo Binda    | Jef Demuysere        | Carlo Moretti             | Camillo Erba              | Alfredo Binda   | Legnano–Clément | Lombardija      |
| 10     | Alfredo Binda  | Alfredo Binda    | Jef Demuysere        | Carlo Moretti             | Antonio Folco             | Alfredo Binda   | Legnano–Clément | Piemont         |
| 11     | Fernand Cornez | Alfredo Binda    | Jef Demuysere        | Carlo Moretti             | Antonio Folco             | Alfredo Binda   | Legnano–Clément | Piemont         |
| 12     | Giuseppe Olmo  | Alfredo Binda    | Jef Demuysere        | Carlo Moretti             | Antonio Folco             | Alfredo Binda   | Legnano–Clément | Piemont         |
| 13     | Alfredo Binda  | Alfredo Binda    | Jef Demuysere        | Carlo Moretti             | Camillo Erba              | Alfredo Binda   | Legnano–Clément | Piemont         |
| 14     | Ettore Meini   | Alfredo Binda    | Jef Demuysere        | Carlo Moretti             | Camillo Erba              | Alfredo Binda   | Legnano–Clément | Piemont         |
| 15     | Ettore Meini   | Alfredo Binda    | Jef Demuysere        | Carlo Moretti             | Camillo Erba              | Alfredo Binda   | Legnano–Clément | Piemont         |
| 16     | Gerard Loncke  | Alfredo Binda    | Jef Demuysere        | Carlo Moretti             | Camillo Erba              | Alfredo Binda   | Legnano–Clément | Piemont         |
| 17     | Alfredo Binda  | Alfredo Binda    | Jef Demuysere        | Carlo Moretti             | Camillo Erba              | Alfredo Binda   | Legnano–Clément | Piemont         |
| Skupaj | Skupaj         | Alfredo Binda    | Jef Demuysere        | Carlo Moretti             | Camillo Erba              | Alfredo Binda   | Legnano–Clément | Piemont         |

## Končna razvrstitev
|  | Predstavlja vodilnega v skupnem seštevku |

### Rožnata majica
| Poz. | Kolesar                   | Ekipa           | Čas          |
| ---- | ------------------------- | --------------- | ------------ |
| 1    | Alfredo Binda (ITA)       | Legnano–Clément | 111h 42' 41" |
| 2    | Jef Demuysere (BEL)       | Ganna           | + 12' 34"    |
| 3    | Domenico Piemontesi (ITA) | Gloria          | + 16' 31"    |
| 4    | Alfredo Bovet (ITA)       | Bianchi         | + 19' 47"    |
| 5    | Allegro Grandi (ITA)      | Dei             | + 21' 33"    |
| 6    | Carlo Moretti (ITA)       | Dei             | + 26' 16"    |
| 7    | Ludwig Geyer (GER)        | Legnano–Clément | + 27' 17"    |
| 8    | Kurt Stöpel (GER)         | Legnano–Clément | + 28' 22"    |
| 9    | Mario Cipriani (ITA)      | Ganna           | + 30' 28"    |
| 10   | Camillo Erba (ITA)        | —               | + 30' 30"    |

### Razvrstitev tujih kolesarjev
| Poz. | Kolesar                | Ekipa           | Čas          |
| ---- | ---------------------- | --------------- | ------------ |
| 1    | Jef Demuysere (BEL)    | Ganna           | 111h 14' 26" |
| 2    | Ludwig Geyer (GER)     | Legnano–Clément | + 14' 43"    |
| 3    | Kurt Stöpel (GER)      | Legnano–Clément | + 15' 48"    |
| 4    | René Vietto (FRA)      | Olympia         | + 42' 43"    |
| 5    | Karl Altenburger (GER) | Olympia         | + 49' 43"    |
| 6    | Hermann Buse (GER)     | Olympia         | + 51' 36"    |
| 7    | Gérard Loncke (BEL)    | Ganna           | + 1h 04' 10" |
| 8    | Isidro Figueras (ESP)  | Bestetti        | + 1h 15' 10" |
| 9    | Marcel Bidot (FRA)     | Dei             | + 1h 17' 56" |
| 10   | Fernand Cornez (FRA)   | Dei             | + 1h 23' 01" |

### Razvrstitev neodvisnih kolesarjev
| Poz. | Kolesar                | Čas          |
| ---- | ---------------------- | ------------ |
| 1    | Carlo Moretti (ITA)    | 111h 28' 06" |
| 2    | Camillo Erba (ITA)     | + 4' 14"     |
| 3    | Antonio Folco (ITA)    | + 4' 39"     |
| 4    | Carlo Romanatti (ITA)  | + 6' 28"     |
| 5    | Armando Zucchini (ITA) | + 13' 50"    |
| 6    | Nino Sella (ITA)       | + 15' 01"    |
| 7    | Marco Giuntelli (ITA)  | + 17' 19"    |
| 8    | Carlo Rovida (ITA)     | + 17' 37"    |
| 9    | Orlando Teani (ITA)    | + 30' 33"    |
| 10   | Bernardo Rogora (ITA)  | + 32' 06"    |

### Razvrstitev izoliranih kolesarjev
| Poz. | Kolesar                  | Čas          |
| ---- | ------------------------ | ------------ |
| 1    | Camillo Erba (ITA)       | 111h 32' 22" |
| 2    | Antonio Folco (ITA)      | + 25"        |
| 3    | Carlo Romanatti (ITA)    | + 2' 14"     |
| 4    | Armando Zucchini (ITA)   | + 9' 36"     |
| 5    | Marco Giuntelli (ITA)    | + 13' 05"    |
| 6    | Renato Scorticati (ITA)  | + 24' 27"    |
| 7    | Orlando Teani (ITA)      | + 26' 19"    |
| 8    | Decimo Dell'Arsina (ITA) | + 29' 45"    |
| 9    | Cesare Facciani (ITA)    | + 30' 06"    |
| 10   | Guglielmo Segato (ITA)   | + 43' 54"    |

### Gorski seštevek
| Poz. | Kolesar              | Ekipa           | Točke |
| ---- | -------------------- | --------------- | ----- |
| 1    | Alfredo Binda (ITA)  | Legnano–Clément | 12    |
| 2    | Alfredo Bovet (ITA)  | Bianchi         | 4     |
| 3    | Remo Bertoni (ITA)   | Bianchi         | 3     |
| 4    | Carlo Moretti (ITA)  | Dei             | 2     |
| 5    | Jef Demuysere (BEL)  | Ganna           | 1     |
| 5    | Vicente Trueba (ESP) | Bestetti        | 1     |
| 5    | René Vietto (FRA)    | Olympia         | 1     |

### Ekipna razvrstitev
| Poz. | Ekipa           | Točke        |
| ---- | --------------- | ------------ |
| 1    | Legnano–Clément | 334h 01' 15" |
| 2    | Dei             | + 34' 16"    |
| 3    | Bianchi         | + 53' 27"    |
| 4    | Gloria          | + 1h 03' 07" |
| 5    | Ganna           | + 1h 04' 07" |
| 6    | Olympia         | + 1h 42' 52" |

### Il Trofeo Magno
| Poz. | Dežela     | Čas          |
| ---- | ---------- | ------------ |
| 1    | Piemont    | 334h 01' 15" |
| 2    | Lombardija | + 24' 41"    |
| 3    | Emilija    | + 54' 36"    |
| 4    | Toskana    | + 1h 09' 52" |